# Batalla de Valsequillo
La batalla de Valsequillo, también conocida como la batalla de Peñarroya, fue una ofensiva de la guerra civil española iniciada por el Ejército Popular de la República el 5 de enero de 1939, como un ataque señuelo dirigido contra el desguarnecido frente de Extremadura. 
Constituyó la última ofensiva emprendida por las tropas del Ejército Popular, a la vez que es una de las menos conocidas y estudiadas por la historiografía, en tanto que la atención principal estaba puesta en la batalla que estaba teniendo lugar en Cataluña. Si bien fue la ofensiva republicana que mayor territorio consiguió conquistar de todas las realizadas durante la guerra, el devenir de la guerra (con la derrota republicana en Cataluña) y el tratarse de un frente secundario empañaron el éxito de las tropas gubernamentales, que finalmente quedaría en nada tras la contraofensiva de los franquistas y la reconstitución del frente original.

## Antecedentes

### Situación táctica
Desde la derrota republicana en la batalla del Ebro, la suerte de ésta y su ejército había quedado completamente sentenciada. Se daba por hecho que Franco lanzaría una nueva ofensiva (esta vez definitiva) contra la zona de Cataluña, aislada, y que todavía se mantenía fiel a la república, aprovechando lo maltrechas que habían quedado las fuerzas del Ejército Popular de la República en la zona. Por ello era urgente lanzar un gran ataque que distrajera a las fuerzas sublevadas y las obligara a abandonar sus planes sobre Cataluña. A estas alturas, se hacía necesario buscar una nueva ofensiva que llevara a dar un golpe de efecto a la imagen de la república, pues a pesar de la desastrosa situación militar e interna, la situación diplomática en Europa era altamente explosiva. Hitler no había abandonado para nada sus intenciones expansionistas después de los Pactos de Múnich y a estas alturas las acciones de Hitler solo podían llevar a una guerra generalizada en la que las democracias occidentales tendrían que intervenir y ello supondría el final de la ayuda germano-italiana para Franco.
Por otro lado, el jefe del Estado Mayor Central del Ejército Popular, Vicente Rojo, llevaba largo tiempo sopesando una operación militar de gran envergadura conocida como Plan P, proyectada por él mismo desde 1937 y cuya estrategia consistía en cortar en dos la zona sublevada y arrebatar territorio estratégico al bando sublevado. En un inicio el proyecto de Rojo era de lanzar su ofensiva hacia Extremadura o Castilla la Vieja. No obstante, las imposiciones de los sucesivos gobiernos republicanos de Largo Caballero y Negrín, sustentadas por los asesores militares soviéticos, habían postergado la ejecución de este proyecto durante todo el transcurso de la guerra. A fines de 1938, tras la derrota republicana en la batalla del Ebro el general Vicente Rojo planifica lanzar dos ataques en simultáneo del Ejército Popular Republicano: uno terrestre sobre el frente de Extremadura y otro anfibio que implicaba un desembarco en Motril, al sur de la provincia de Granada, en la retaguardia franquista.
Estos planes serían ejecutados en dos fechas distintas: el 12 de diciembre se llevaría a cabo el desembarco en Motril y el 24 tendría lugar el ataque en Extremadura. Pero el desembarco jamás pudo efectuarse pues a último minuto el general José Miaja, Comandante en jefe del Grupo de Ejércitos de la Región Central, se opuso a la movilización de gran cantidad de tropas republicanas y rechazó acatar lo dispuesto por Vicente Rojo. El jefe de Estado Mayor de Miaja, el general Manuel Matallana, también compartía plenamente el rechazo a este plan. Ante esta situación indecisa y tirante entre dos mandos superiores, el almirante Miguel Buiza se abstuvo de movilizar la flota republicana y el plan de desembarco quedó frustrado.

### Plan de operaciones republicano
El fracaso del desembarco en Motril no desanimó a Rojo, quien insistió en aplicar el ataque en Extremadura, muy parecido al original Plan P inclusive cuando las tropas franquistas ya habían empezado la Ofensiva de Cataluña. Para esto Rojo dio las órdenes respectivas al general Antonio Escobar, jefe de las fuerzas republicanas de Extremadura, y al general Manuel Matallana, jefe de estado mayor del Grupo de Ejércitos de la Región Central, para tener como objetivo de la ofensiva las localidades de Mérida y Llerena.
Resultaba obvio que el plan era atacar a los franquistas en una zona del frente poco protegida y muy alejada del punto de máxima presión enemiga, para distraer la Ofensiva de Cataluña, al igual que la República lo había intentado en las batallas de Brunete o el Ebro. Inclusive Rojo plantea a los generales Escobar y Matallana que, de ser posible, el avance continuara hasta alcanzar la frontera de Portugal o conquistar Córdoba o Sevilla.

## Fuerzas enfrentadas

### Bando republicano
Las fuerzas republicanas dispuestas para el ataque se encontraban al mando del general Antonio Escobar, jefe del Ejército de Extremadura, quien ya había destacado durante la contienda. El General Manuel Matallana supervisaría las operaciones desde su cuartel general en Pozoblanco. Estaban compuestas por las siguientes fuerzas:
- El XXII Cuerpo de Ejército, con las divisiones 47.ª, 70.ª y 10.ª. Al mando se encontraba el teniente coronel Juan Ibarrola.

- La Agrupación «Toral», al mando del Mayor de milicias Nilamón Toral, y que agrupaba a las divisiones 6.ª, 28.ª, y 52.ª.[10]

- Hubo otras fuerzas; como apoyo, se encontraban la Columna «F» mandada por el mayor de milicias Bartolomé Fernández Sánchez,[n. 1] así como una agrupación de tanques y carros de combate. La Aviación republicana también desplegó algunas escuadrillas de apoyo a la ofensiva dada la notable inferioridad aérea franquista en este frente.

A partir del 16 de enero se enviaron algunos refuerzos, como fue la 38.ª División. En general, las unidades del Ejército de Extremadura eran muy numerosas en cuanto efectivos humanos, no así en lo que se refería a armamento y suministros. Algunas unidades estaban, incluso, mal vestidas, otras faltas de fusiles y en general faltas de moral ante el devenir general para la República.

### Bando Nacional
Las fuerzas nacionalistas en la zona eran menores debido a la escasa importancia estratégica de la zona. Las tropas que se encontraban formaban parte del Ejército del Sur al mando del General Gonzalo Queipo de Llano, con 13 divisiones de infantería y 1 de caballería que se extendían por la Andalucía Occidental ocupada por los franquistas y una parte de Extremadura, hasta llegar al río Guadiana. Una vez comenzada la ofensiva, Queipo de Llano organizó sus fuerzas en torno a dos grupos principales:
- Agrupación A: Dirigida por Francisco García-Escámez y formada por las divisiones 10.ª, 40.ª, 74.ª y 81.ª, se colocó al norte de las posiciones republicanas.

- Agrupación B: Mandada por Arturo Muñoz Castellanos y compuesta de las divisiones 60.ª, 112.ª y 122.ª, se situó al sur de las posiciones republicanas, centrando sus esfuerzos en defender Peñarroya.

## Desarrollo de la batalla

### Ataque republicano
El 5 de enero de 1939 el XXII Cuerpo de Ejército republicano lanza su ataque sorpresa desde sus líneas y rompe el frente defensivo franquista en el sector de Hinojosa del Duque (Córdoba), abriendo una brecha de unos ocho kilómetros. Al día siguiente, las fuerzas republicanas consiguen romper la segunda línea de defensa de los rebeldes y ocupan Fuente Obejuna, pero el grueso de las tropas franquistas les detienen en su camino a Peñarroya el día 6. Los republicanos, no obstante, logran ocupar Los Blázquez y Peraleda del Zaucejo el día 7 de enero. Los partes de guerra de la zona franquista silencian el éxito bélico de los republicanos, que además permanece casi inadvertido pues la principal atención se concentra en la Ofensiva de Cataluña que tiene lugar simultáneamente. En aquellos momentos el frente republicano en el río Segre se ha hundido y las tropas franquistas comienzan su avance hacia Tarragona y Barcelona. El éxito inicial republicano es visible, pues ocupan cerca de 500 kilómetros cuadrados en apenas tres días, suponiendo la mayor conquista de territorio por parte de la República en toda la guerra.
Las tropas franquistas quedan inicialmente impresionadas con el avance republicano, y el propio Queipo de Llano advierte que carece de reservas organizadas en Andalucía para afrontar el ataque, por lo que pide continuamente refuerzos a Franco; paulatinamente algunas unidades de refuerzo se organizan y logran formar una línea defensiva coherente, aunque esta vaya cediendo lentamente ante las acometidas republicanas. La meteorología adversa complica las operaciones en la zona de Córdoba, y desde el 8 de enero las tropas republicanas quedan inmovilizadas por la lluvia torrencial de invierno, que transforma el terreno en un continuo barrizal. Camiones y tanques quedan clavados al suelo, aunque este temporal impide que puedan ser atacados por la aviación rebelde que acude de otros sectores y empieza a hacerse presente. Algunos oficiales republicanos consideraron que a pesar del temporal de lluvias que convirtieron el terreno en una ciénega, los tanques no fueron empleados correctamente en colaboración con la infantería y además de que había pocos tanques, estos fueron dispersados por el mando republicano. El General Matallana emitió numerosas órdenes contradictorias, y en muchos casos prohibió nuevos avances o dio órdenes para detener los que estaba en marcha. Esta actitud ya entonces levantó sospechas entre otros militares republicanos.
A pesar de la resistencia franquista en Sierra Trapera, Mano de Hierro y otros puntos (que se convierten en verdaderos quebraderos de cabeza para los mandos y tropas republicanas), el avance continua los siguientes días. Tras superar ampliamente el Zújar, los republicanos alcanzan Azuaga, al sur del saliente que se está formando, y Monterrubio de la Serena, situado al norte. El avance republicano en este sector amenaza el saliente franquista que hay formado alrededor de Cabeza del Buey, aunque finalmente no lograrán conquistar ambas poblaciones. Ambas acciones constituyen un alto riesgo para los franquistas, sobre todo la acción sobre Azuaga que podría desembocar en un derrumbe del frente y avance hasta la Frontera portuguesa o Llerena. Al norte, de derrumbarse el saliente de Cabeza del Buey podría dejar el camino abierto para alcanzar Mérida y continuar, si fuese posible, hasta la frontera. Fueron momentos de gran tensión entre los militares franquistas, ya que la amenaza republicana no era exagerada teniendo en cuenta su amplia ventaja en hombres. De hecho, en estos momentos se produjo la desbandada de todo un batallón franquista, que será controlado después de que los oficiales fusilaran a algunos soldados en pleno campo.

### Respuesta franquista
Esta vez Franco repite su estrategia de la Batalla de Belchite: ordena que solo las tropas más cercanas al área amenazada acudan a socorrer a Queipo de Llano, negándose a detener o demorar su avance por Cataluña. De hecho las operaciones en tierra catalana suponían para Franco la ocupación de Barcelona, segunda ciudad de España y su principal base industrial, además de sede del propio gobierno de la República. En comparación, la pérdida de unos poblados al norte de Córdoba no era lo bastante importante en los planes de Franco para detener la ofensiva catalana.
El día 14 recién se reinicia la ofensiva republicana, que en esta ocasión se verá rápidamente rechazada por los franquistas. Estos inician a su vez su propia contraofensiva con apoyo aéreo desde el día 17 de enero, combinando ataques de infantería con sorprendentes cargas de caballería. Por su parte la aviación republicana no aparecerá en el teatro de operaciones hasta el día 20. Para entonces empieza un goteo de deserciones entre las filas republicanas hacia las líneas franquistas, que en algunos casos serán de las más elevadas de la contienda. La situación se empieza a estancar para los republicanos, que tienen agotadas sus reservas.
A partir del 17 de enero el XVII Cuerpo de Ejército del coronel Carlos García Vallejo realizó varios ataques desde sus posiciones en Hinojosa del Duque. Formaban parte del cuerpo las divisiones 19.ª, 64.ª y 73.ª. Tras un fallido ataque el día 17, tres días más tarde García Vallejo volvió a intentar otro ataque, que fracasó nuevamente.

### Los republicanos pasan a la defensiva
Al hacerse inviable continuar la ofensiva, las tropas republicanas pasan la defensiva, en tanto sus tanques se encuentran inmovilizados en el barro y los cañones no pueden seguir a las fuerzas de vanguardia. El Ejército Popular Republicano se detiene y pasa a la defensiva, a unos tres kilómetros al suroeste de Monterrubio de la Serena. Así pues, se forma una bolsa republicana con un gran número de poblaciones y defendida ésta al norte por la Agrupación Toral y al sur por el XXII Cuerpo de Ejército. Los franquistas contraatacan con fuerza y tenacidad, pero recuperan el territorio perdido sólo tras feroz lucha con las tropas republicanas; de este modo recuperan Peraleda del Zaucejo el día 22 de enero; el día 25 cae Fuente Obejuna; el 27 cierran el frente, coincidiendo con la toma franquista de Barcelona que se producía el día anterior. Este hecho fue determinante, dado que dejaba en evidencia el fracaso de la ofensiva republicana en su intento de auxiliar a sus tropas en Cataluña.
La acción republicana empieza a desgastarse en la moral de la tropa, en tanto que el avance republicano se ha transformado en una lucha por mantener las posiciones conquistadas. El mal tiempo y el mal equipamiento de los soldados (que en algunos casos van faltos de armamento y de uniforme) también hacen mella, aunque la resistencia republicana fue durísima hasta el último momento. El propio general Escobar está físicamente agotado y se muestra hastiado ante el encarnizamiento de los combates sin que prospere ninguno de ellos así como la elevada pérdida de vidas. La acción republicana continua hasta inicios de febrero, cuando las tropas gubernamentales mantienen el fuego sobre los franquistas que avanzan. Ante la evidencia de que no era posible reiniciar la ofensiva, el general Escobar ordenó al coronel Moriones replegar las tropas republicanas a sus bases de partida. La lucha se podía dar por finalizada hacia el 4 de febrero.

## Consecuencias
Las bajas republicanas alcanzaron los 6.000 muertos, mientras que entre los franquistas hubo unos 2.000 muertos. Aunque inicialmente habían sido ocupados un número importante de poblaciones y territorio, a estas alturas de la guerra no tenían ningún valor. La ofensiva franquista en Cataluña no se vio afectada lo más mínimo, y la ofensiva republicana en Extremadura acabó atascada, sin posibilidad de futuro. Lo cierto es que la resistencia franquista en algunos puntos como Sierra Trapera fue decisiva para conseguir retardar el avance republicano, ya que los republicanos hubieron de concentrar fuerzas en limpiar esta posición situada a espaldas de su avance principal, en vez de centrarse en continuar sus avances. Para cuando el 4 de febrero las tropas republicanas vuelven a sus posiciones iniciales, las tropas franquistas en Cataluña se encontraban a unos días de alcanzar la Frontera francesa, tomando Port-Bou y Puigcerdá el 10.
La nueva derrota convenció a muchos militares republicanos, incluyendo al general Escobar, de que la guerra estaba irremisiblemente perdida y que el ejército republicano no tenía ninguna posibilidad de alterar dicha situación. Esta situación se traducirá en el apoyo que ofrecieron algunos militares (nuevamente destacaba el general Escobar) al golpe orquestado por el coronel Casado contra el gobierno de Negrín.